# Убийство Сандро Гиргвлиани
Убийство Сандро Гиргвлиани — преступление, вызвавшее громкий политический скандал в Грузии в 2006 году. В совершении убийства сотрудника банка Сандро Гиргвлиани были обвинены несколько офицеров МВД Грузии, однако правозащитные группы и родные убитого называли заказчиками убийства высокопоставленных чиновников ведомства. Убийство обострило политическую обстановку в стране, вызвав требования отставки министра внутренних дел Вано Мерабишвили со стороны оппозиции и острую критику в адрес властей со стороны омбудсмена Грузии Созара Субари и неправительственных организаций.

## Предыстория
28 января 2006 года 28-летний сотрудник «Объединенного грузинского банка» Сандро Гиргвлиани вместе со своим другом Леваном Бухаидзе посетил кафе «Шарден-бар» на улице Шардени, 4 в центре Тбилиси. В баре находились руководитель Департамента конституционной безопасности МВД Дато Ахалаия, его заместитель Олег Мельников, начальник Генеральной инспекции МВД Василий Санодзе, начальник Службы по общественным связям МВД Гурам Донадзе, супруга министра внутренних дел Тако Салакаия, а также знакомая Сандро Гиргвлиани — Тамара Майсурадзе. У Гирвглиани произошла ссора с Гурамом Донадзе. В тот же день тело убитого Сандро Гиргвлиани было обнаружено в посёлке Окрокана (пригороде Тбилиси) с признаками насильственной смерти.

## Огласка
12 февраля 2006 года телекомпания «Имеди» выпустила сюжет, где говорилось, что указанные лица могут быть причастны к преступлению. После телепередачи дело получило широкую огласку. 21 февраля мать Сандро Гиргвлиани открыто обвинила МВД в убийстве своего сына. 22 февраля депутаты оппозиционных фракций «Новые правые» и «Демократический фронт» выступили с требованием пригласить министра внутренних дел Вано Мерабишвили в парламент и освобождения от должностей подозреваемых сотрудников МВД. 25 февраля Мерабишвили заявил, что не собирается никого отстранять от должностей.

## Задержания
6 марта полиция задержала четырёх сотрудников Департамента конституционной безопасности (бывшего министерства госбезопасности) — Гиа Алания, Автандила Апциаури, Александра Качава и Михаила Бибилури, которые признались, что 28 января похитили Сандро Гиргвлиани и увезли в лес, где начали его избивать. Затем, по их словам, Гиргвлиани удалось убежать, после чего он «заблудился и упал в ущелье с 20-метровой высоты». 16 марта в Тбилиси и городах Грузии тысячи автовладельцев на протяжении нескольких минут сигналили в знак протеста против министра внутренних дел в рамках акции с требованием его отставки. Через несколько часов президент Михаил Саакашвили в прямом эфире провёл пресс-конференцию, назвав Вано Мерабишвили «хорошим министром» и отказавшись освободить его от должности.

## Допросы
30 июня лица, находившиеся в день убийства в баре, в том числе жена министра, были допрошены на судебном процессе. Однако они заявили, что не слышали разговора Гиргвлиани и Донадзе, в ходе которого произошла ссора.

## Итог
6 июля 2006 года Тбилисский городской суд приговорил Алания, Апциаури, Качава и Бибилури к различным срокам тюремного заключения.
5 января 2018 года городской суд Тбилиси заочно приговорил экс-президента Грузии Михаила Саакашвили к трём годам лишения свободы по статье «злоупотребление служебными полномочиями», рассмотрев дело об убийстве в 2006 году сотрудника «Объединенного банка Грузии Сандро Гиргвлиани.